# Quirimbas
El archipiélago de las Quirimbas o Islas Quirimbas (en portugués: Arquipélago das Quirimbas o Ilhas Quirimbas) es un archipiélago de islas de coral del Océano Índico que se extiende a lo largo de la costa de la provincia de Cabo Delgado en el norte de Mozambique.
Descritas por el cronista António Bocarro en 1634, son cerca de cincuenta pequeñas islas dispuestas de norte a sur, situadas entre la desembocadura del río Rovuma, que forma la frontera entre Mozambique y Tanzania, y la bahía de Quissanga, a unos veinte kilómetros al norte de Pemba.
Una de las islas también lleva el nombre de Quirimba, pero la más grande y más poblada es la de Ibo, su vecina, quien llegó a ser la capital de la colonia. Once islas son parte del parque nacional de Quirimbas (Parque Nacional das Quirimbas) que abarca seis distritos de la provincia de Cabo Delgado en una superficie total de 7500 kilómetros cuadrados.